# Чекай (Жирардовський повіт)
Чекай (пол. Czekaj) — село в Польщі, у гміні Мщонув Жирардовського повіту Мазовецького воєводства.
Населення — 19 осіб (2011).
У 1975-1998 роках село належало до Скерневицького воєводства.

## Демографія
Демографічна структура станом на 31 березня 2011 року:
|          | Загалом | Допрацездатний вік | Працездатний вік | Постпрацездатний вік |
| -------- | ------- | ------------------ | ---------------- | -------------------- |
| Чоловіки | 10      | 3                  | 7                | 0                    |
| Жінки    | 9       | 5                  | 4                | 0                    |
| Разом    | 19      | 8                  | 11               | 0                    |